# Jan Beyzym
Blahoslavený Jan Beyzym (15. května 1850, Beyzymy Wielkie na Volyni – 2. října 1912, Madagaskar) byl polský římskokatolický duchovní, člen jezuitského řádu a misionář na Madagaskaru, kde pečoval o malomocné. V roce 2002 byl prohlášen katolickou církví za blahoslaveného.

## Život
Narodil se v roce 1850 v části Ukrajiny, která byla tehdy součástí Polska, v hraběcí rodině Stadnických. Po studiích na gymnáziu vstoupil do jezuitského řádu. Zřejmě tehdy začal místo rodového jména používat přízvisko Beyzym, podle rodné vsi. Teologii studoval v Tarnopoli a Krakově. Po kněžském svěcení v roce 1881 začal působit jako pedagog, toužil však po působení v misiích. V roce 1898 se dočkal naplnění této své touhy. Jeho představení jej poslali na Madagaskar.
Své působení začal mezi spolubratry v Antananarivo, o rok později se přesunul do vesnice Ambahivoraka, kde byla tehdy kolonie malomocných. Jan začal mezi nimi působit nejen jako duchovní, ale také jako ošetřovatel. Ve vesnici vystavěl kapli, do které umístil vlastnoruční kopii obrazu Čenstochovské Madony. Žil velmi skromně a snažil se vesničanům všemožně pomáhat. Usiloval o výstavbu nemocnice, což se mu na sklonku života, v roce 1911, podařilo. Vedle práce pro nemocné sestavil též madagaskarsko-polský slovník.

## Beatifikace
Od září roku 1912 trpěl infekcí a horečkami. Zemřel 2. října toho roku. Beatifikován byl sv. Janem Pavlem II. v roce 2002 a liturgická památka byla stanovena na výroční den jeho úmrtí.